# 亚里·托尔基
亚里·托尔基（芬蘭語：Jari Torkki，1965年8月11日—），芬兰男子冰球运动员，1981年开始职业生涯。他曾代表芬兰参加1988年冬季奥林匹克运动会冰球比赛，获得一枚银牌。